# Anneke van Lamsweerde
Anneke van Lamsweerde, geboren als Anneke Elisabeth Bernet Kempers (Amsterdam, 11 juli 1935), is een Nederlands televisiepresentratrice.
Van Lamsweerde is de dochter van musicoloog Karel Philippus Bernet Kempers en pianiste Truus Boursse. Na de middelbare school ging ze een jaar naar de Toneelschool. Na dat jaar vertrok ze naar de Verenigde Staten om er te gaan studeren aan de Universiteit van Arkansas. Vakken waren toneel, beeldhouwkunst, decorontwerp en literatuur. Ze deed daar ook enige toneelervaring op. Bij terugkomst in Amsterdam ging ze werken voor United States Information Service. Ze kwam in 1957 in het nieuws toen zij stewardess werd bij Pan American Airways. Zij werd samen met nog twee Nederlandse vrouwen uitverkozen om bij PanAm te werken. Ze trouwde in 1958 met beeldend kunstenaar Eugène van Lamsweerde (1930) uit het adellijke geslacht Van Lamsweerde met wie zij drie kinderen kreeg. Vanaf 1962 was Van Lamsweerde op de Nederlandse televisie te zien als medepresentator van Avro's Weekend-kroniek, Avro's Weekendjournaal (in de studio) en Uit de voeten (buitenopnamen). Ze presenteerde Uit de voeten samen met Bob Bouma. De Telegraaf bestempelde haar als 'telegeniek', Ronny Bierman heeft haar nog in 1963 gepersifleerd in een ander Avro-programma. In 1966 werden Bouma en van Lamsweerde vervangen door Koen Verhoeff en Ria Bremer. Het echtpaar van Lamsweerde-Bernet Kempers vertrok in 1974 naar Frankrijk, Romilly-sur-Seine. In de jaren tachtig schreef ze mee aan of vertaalde voor een aantal televisiestukken. Ze leverde een bijdrage aan de serie Mensen zoals jij en ik en de films Schande en Geschenk uit de hemel. Ook van haar hand is een aantal vertalingen in boekvorm verschenen.
Ze is een schoonzus van kunstenares Clementine van Lamsweerde (1924-2015) en daardoor tante van fotografe Inez van Lamsweerde (1963).